# Vuoksi
Vuoksi-floden (russisk: Вуокса, finsk: Vuoksi, svensk: Vuoksen) flyder i den nordøstlige del af det Karelske næs fra Saimaa-søen i det sydøstlige Finland til Ladoga-søen i det nordvestlige Rusland. Floden løber ud i Ladoga-søen ad tre arme, en ældre nordlige hovedarm ved Priozersk (Käkisalmi), en mindre arm nogle få kilometer nord herfor og siden 1857 en ny sydlig arm, som når søen 50 km længere mod syd som Burnaya floden (finsk: Taipaleen joki), som er blevet hovedstrømmen målt i vandmængde. Det skal bemærkes, at de gamle arme kun afvander de nedre dele af Vuoksi-bassinet efter 1857 og ikke får vand fra Saimaa-søen. De nordlige og sydlige arme tilhører faktisk forskellige flodsystemer, som i tørre perioder bliver adskilt fra hinanden.  
Faldhøjden mellem Saimaa-søen og Ladoga-søen er på 69 meter. Flodens samlede længde er 162 km ad Priozersk-armen eller 150 km via Taipale-armen. I det meste af flodens løb breder den sig ud i en række søer, som er bundet sammen af små, flodlignende forbindelser. En af disse søer Suurselkä i nærheden af Priozersk har russerne døbt Ozero Vuoksa ("Vuoksa-søen").  
Vuoksi-floden forbinder Ladoga-søen med det centrale Finland og var tidligere en vigtig rute for handel og samfærdsel. En vestlig arm, som forsvandt på grund af, at landet hævedes, var en alternativ vej for karelere til at nå den Finske Bugt, når floden Neva var blokeret af fjender. I dag forbigår Saimaa-kanalen Vuoksi og munder ud i den Finske Bugt i Vyborg-bugten nær den middelalderlige by Vyborg (Viipuri). 
Under såvel vinterkrigen som fortsættelseskrigen var Vuoksi-floden en vigtig finsk forsvarslinje mod sovjetisk fremrykning. Mannerheimlinjen og VKT-linjen lå langs den nordlige bred af dens sydlige arm.  
Under den industrielle revolution udnyttedes vandkraften fra Vuoksi-floden og gjorde dette område til Finlands industrielle centrum i slutningen af det 19. århundrede. Siden vinterkrigen i 1939-1940 tilhører det Karelske næs Rusland og kun 13 km af floden ligger stadig på finsk område.  
Det største hydroelektriske kraftværk ligger ved Tainionkoski og Imatra på den finske side i centrum af byen Imatra.
Området ved floden, herunder Korela-fæstningen (tidligere: Käkisalmi), er et populært udflugtssted for indbyggerne i Sankt Petersborg.
Floden er berømt for sine store strømfald, f.eks. ved Imatra og ved landsbyen Losevo. Strømfaldet, hvor Vuoksi når Sukhodolskoye-søen ved Losevo, er et populært sted for konkurrencer med kano, kajak og katamaran.  
Et projekt, som vil ødelægge strømfaldene ved Losevo og omdanne floden Burnaya, Sukhodolskoye-søen og den nedre del af Vuoksi til en kanal, diskuteres i øjeblikket i Rusland. Den ville forbinde Ladoga-søen med Den Finske Bugt og tillade olietankskibe at omgå floden Neva og byen Sankt Petersborg. 

## Geologisk historie
Omkring år 5.000 f.v.t. gennembrød vandet fra Saimaa søen Salpausselkä og dannede floden Vuoksi, som løb ud i Ladoga søen i dens nordvestlige hjørne og forøgede vandstanden med 1-2 meter. Ladoga søen oversvømmede lavlandet og fik forbindelse med Østersøen ved
Heinjoki, øst for vore dages Vyborg. Vandstanden i Ladoga faldt gradvis, da floden Neva blev dannet omkring 3.100–2.400 f.v.t. og lod vandet flyde ud i Den Finske Bugt, men Vuoksi havde fortsat en betydeligt direkte udstrømning til Vyborg-bugten, muligvis helt frem til det 16. eller 17. århundrede. Forbindelsen forsvandt som følge af den fortsatte landhævning.
I 1818 eroderede en kanal, som var gravet for at dræne højvandet om foråret fra Suvanto-søen (nu Sukhodolskoye-søen, en 40 km lang snæver sø i den østlige del af Det Karelske Næs) ind i Ladoga, uventet og blev til Taipaleenjoki (nu Burnaya-floden). Taipaleenjoki begyndte at afvande Suvanto og sænkede dens vandspejl med 7 meter. Oprindelig flød vandet fra Suvanto søen ind i Vuoksi-floden gennem et vandløb ved Kiviniemi (nu Losevo), men som følge af ændringen tørrede dette vandløb ud. I 1857 blev kanalen gravet her, men strømmen skiftede retning, afdækkede strømfald og gjorde sejlads ved Kiviniemi umulig. Siden 1857 har Suvanto og Taipaleenjoki udgjort den sydlige arm af Vuoksi-floden, hvilket har sænket vandspejlet i den oprindelige nordlige arm, som udtømmes i Ladoga ved Kexholm (nu Priozersk) med 4 m og er blevet hovedløbet.  

## Eksterne links
- Luftfotos fra floden Vuoksi i Rusland Arkiveret 27. september 2007 hos  Wayback Machine
- Floden Vuoksis historie Arkiveret 30. januar 2008 hos  Wayback Machine (på russisk)

61°13′00″N 28°47′22″Ø / 61.216666666667°N 28.789444444444°Ø